# Pietro Bracci
Pietro Bracci (Roma, 1700 – Roma, 1773) foi um escultor italiano. Bracci produziu um grande número de obras e dominou o panorama da escultura romana no terceiro quartel do século XVIII.

## Vida
Filho da arte e aluno de Giuseppe Bartolomeo Chiari e Camillo Rusconi, Bracci produziu diversas esculturas, sendo a mais notável delas estátua de Nettuno para a celebrada Fontana di Trevi.
Artista de estilo agradável, solene e virtuoso, era dono de uma técnica apurada, embora não propriamente inovadora.
Foi um típico representante do grupo de escultores da escola romana do século XVIII, que continuou o linha barroca deixada por Gian Lorenzo Bernini e pelo dinamismo eclético da composição gerada da escola pictórica de Carlo Maratta.

## Obras
Entre suas obras destacam-se:
- duas estátuas para a Basílica de Mafra, em Portugal (1730);[3]
- trabalhos para a Capella di Clemente XII (Corsini) em Laterano (1732);[4]
- o monumento dedicado a Maria Clementina Sobieski, esposa de Jaime III Stuart na Basilica di San Pietro,[1] com desenho do arquiteto Filippo Barigioni (1739);
- a estátua de Assunta no altar-mór da catedral de Nápoles[5] (com desenho de Paolo Posi, 1739);
- o Nettuno para a Fontana de Trevi, em projeto de Nicola Salvi (1763 - 1766); as estátuas laterais são de Filippo della Valle;
- o monumento ao Papa Benedetto XIV na Basilica di San Pietro (1763);[1]
- um projeto não concluído de Giacomo III Stuart para a Basilica di San Pietro (1766), realizado posteriormente com alterações por Antonio Canova em 1819

## Galeria de fotos

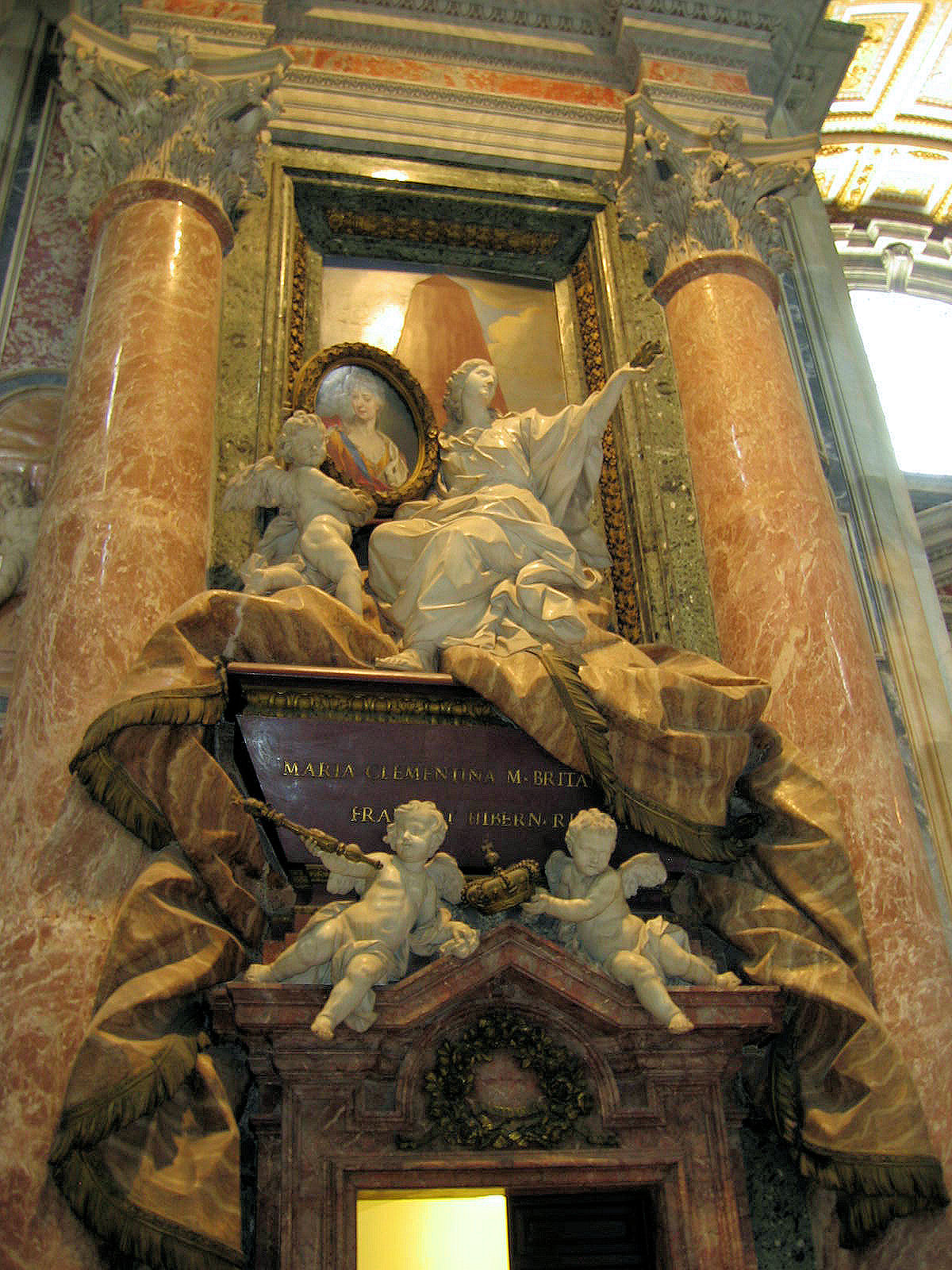
O monumento a Sobieski na Basilica di San Pietro (F. Barigioni - P. Bracci)
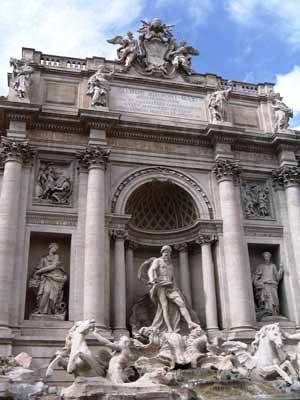
O Nettuno na Fontana di Trevi (N. Salvi - P. Bracci)
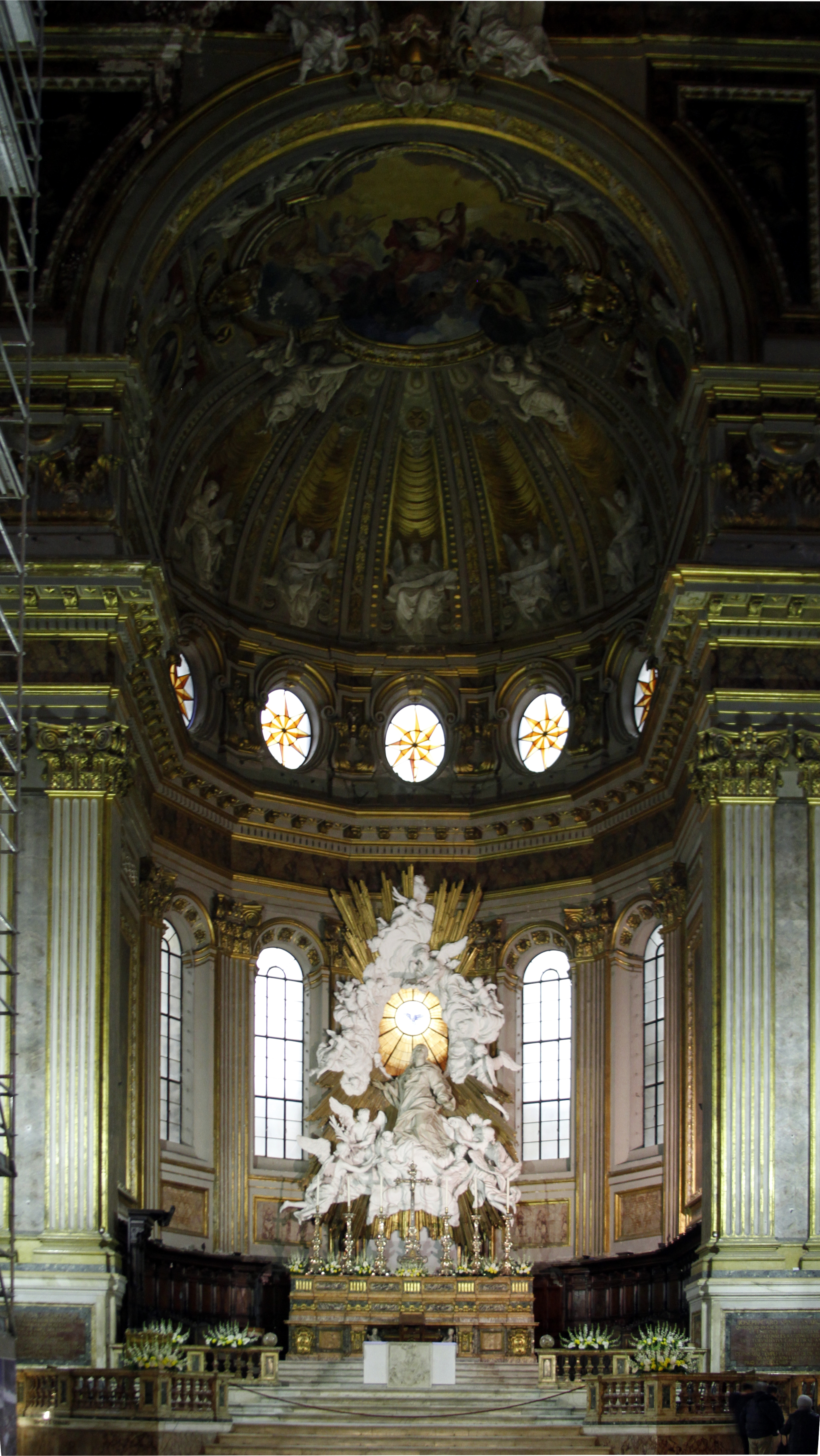
A abóboda da catedral de Nápoles (P. Posi - P. Bracci)
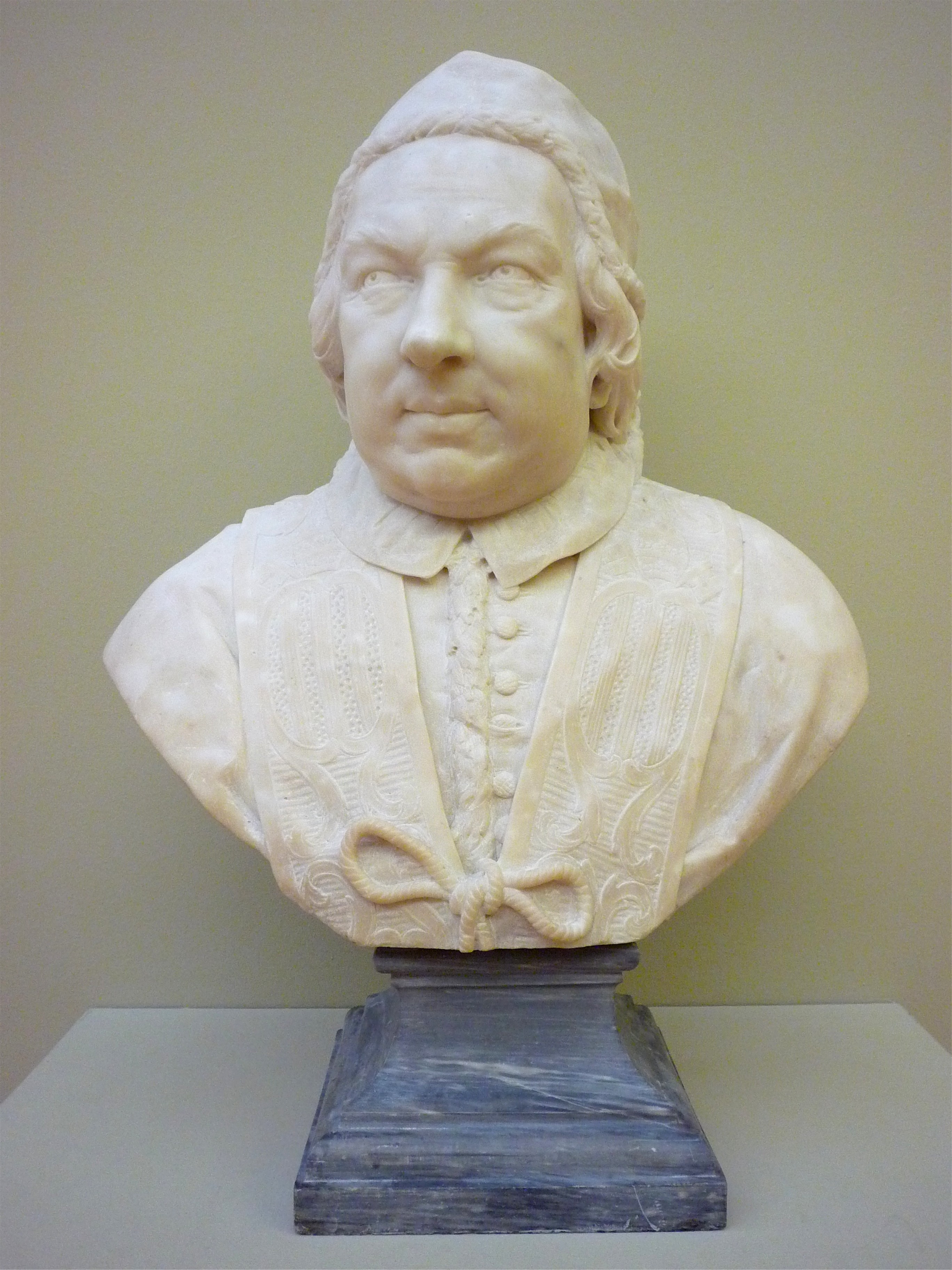
Bento XIV (P. Bracci) Museu de Grenoble
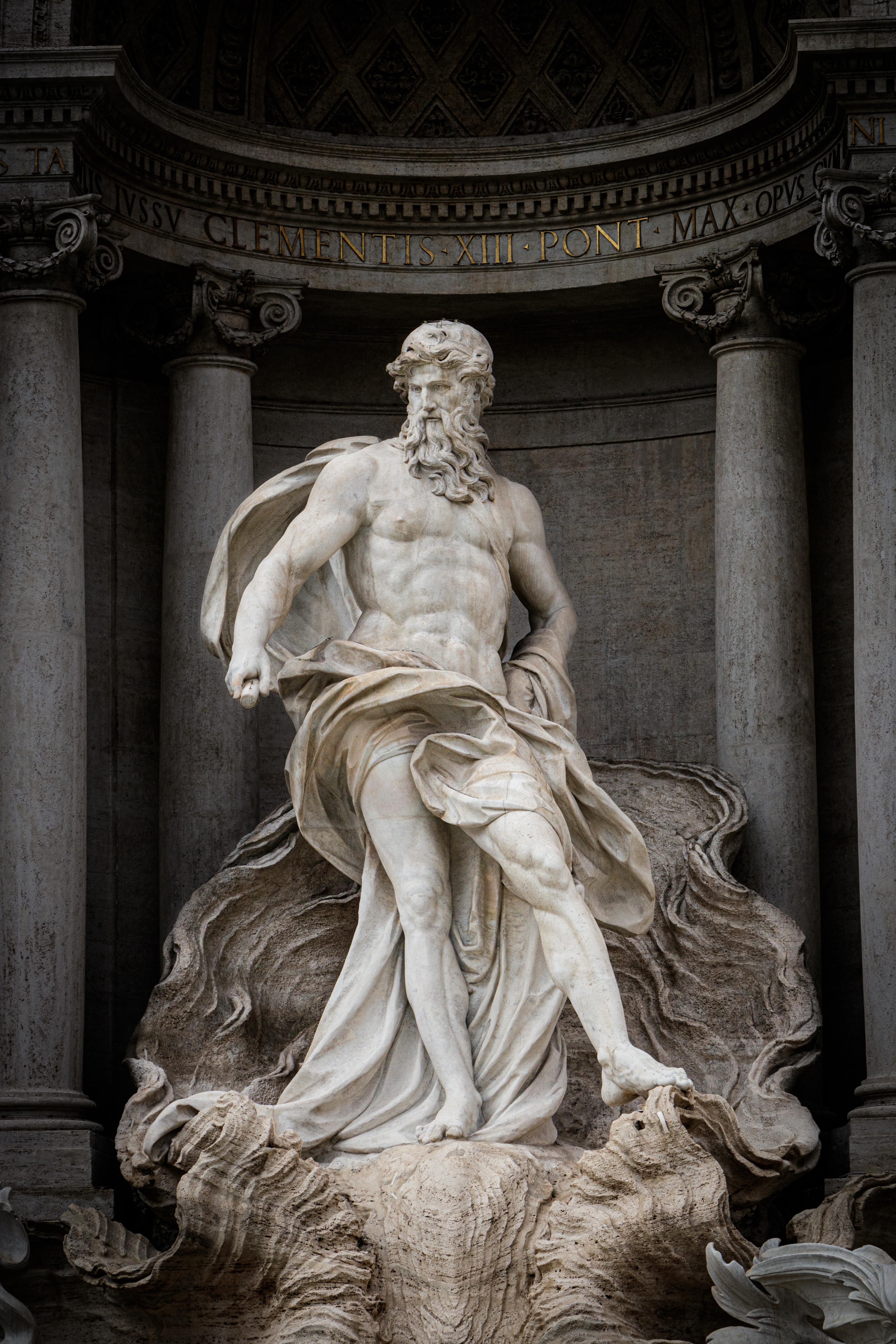
O Nettuno para a Fontana di Trevi